# Winnie Li
Wen-Ching „Winnie“ Li (* 25. Dezember 1948 in Chiayi) ist eine taiwanisch-US-amerikanische Mathematikerin.

## Leben und Werk
Li studierte ab 1966 an der Nationaluniversität Taiwan mit dem Bachelor-Abschluss 1970 und wurde 1974 bei Andrew Ogg an der University of California, Berkeley promoviert (New Forms and Functional Equations). In Taiwan studierte sie mit Fan Chung und Sun-Yung Alice Chang. 1974 bis 1978 war sie Benjamin Peirce Assistant Professor an der Harvard University und 1978/79 Assistant Professor an der University of Chicago. 1979 wurde sie Associate Professor und 1984 Professorin an der Pennsylvania State University.  Sie ist dort Distinguished Professor für Mathematik und außerdem Ho Chin Tui Chair Professor an der National Tsinghua University of Taiwan. Seit 2009 ist sie Direktor des  National Center for Theoretical Sciences in Hsinchu in Taiwan. 
Li befasst sich mit Automorphen Formen, Modulformen (u. a. Modulformen für Nicht-Kongruenz-Untergruppen), Zahlentheorie, Spektren von Graphen (Ramanujan-Graphen) und Kodierungstheorie. 
Sie war  Beraterin an den Bell Laboratories, Gastprofessorin an der Nationalen Universität von Taiwan, an der Academia Sinica, in Stanford, am MSRI in Berkeley, am IHES bei Paris und an der Universität Paris-Süd in Orsay. 1978, 1984 und 2000 war sie am Institute for Advanced Study.
Sie ist Noether Lecturerer für 2015. Von 1981 bis 1983 war sie Sloan Research Fellow, und 2013 wurde sie Fellow der American Mathematical Society. 2010 erhielt sie den Chern-Preis auf dem International Congress of Chinese Mathematicians.
Von 1992 bis 1996 war sie Herausgeber der Transactions of the AMS und seit 2002 der Proceedings of the AMS.
Li hat zwei Kinder.

## Schriften
- W. C. Winnie Li: Number theory with applications, World Scientific 1996
- als Herausgeberin: Recent trends in coding theory and its applications, AMS 2007
- W. C. Winnie Li: Zeta and L-functions in number theory and combinatorics (= CBMS regional conference series in mathematics. Band 129), American Mathematical Society 2019, ISBN 9781470449001